# Barbara Willis Sweete
Barbara Willis Sweete (* 6. Januar 1953 in Kamloops) ist eine kanadische Filmregisseurin und Filmproduzentin.

## Leben
Sweete studierte an der University of Western Ontario, wo sie 1975 mit dem Bachelor of Music abschloss. Sie unterrichtete Klavier in Victoria, bevor sie nach Toronto kam. Dort studierte sie Film an der York University. Zusammen mit ihrem Kommilitonen Niv Fichman gründete sie 1979 das Filmproduktionsunternehmen Fichman-Sweete Productions, Vorläufer von Rhombus Media Inc. Ihr erster Film war die Musikdokumentation Opus One, Number One, welche Beethovens Klaviertrio op. 1,1 behandelt, gespielt unter anderem von Niv Fichmans jüngerem Bruder, dem Pianisten Yuval Fichman. 1980 schloss sich ein dritter Filmstudent, Larry Weinstein, dem Produzentenduo an. Im gleichen Jahr entstand eine weitere Dokumentation, Music for Wilderness Lake (über das gleichnamige Stück von R. Murray Schafer). Sweete schrieb dafür das Drehbuch und führte zusammen mit Fichman Regie. 1982 gründeten Sweete, Fichman und Weinstein offiziell Rhombus Media. Das Unternehmen mit Sitz in Toronto entwickelte sich zu einem international agierenden Produzenten visuell hochwertiger Filme mit Bezug zur darstellenden Kunst. Für ihre Leistungen erhielten Sweete und Partner 1998 die Ehrendoktorwürde der York University.
Zu den erfolgreichsten Filmen, an denen Sweete beteiligt war, gehört die von ihr produzierte Dokumentation Making Overtures: The Story of a Community Orchestra, die 1986 in der Kategorie Bester Dokumentar-Kurzfilm für einen Oscar nominiert wurde. 1994 inszenierte sie den TV-Eislauffilm The Planets mit Musik aus der Planeten-Suite von Gustav Holst, gespielt vom Montreal Symphony Orchestra unter der Leitung von Charles Dutoit. Die Hauptrollen übernahmen Paul Duchesnay, Isabelle Duchesnay und Brian Orser. Dieser Film brachte Sweete 1995 eine Grammy-Nominierung in der Kategorie Best Long Form Music Video ein. 2001 gewann sie für die Folge Don Giovanni Unmasked (mit Dmitri Hvorostovsky) in der PBS-Reihe Great Performances einen Gemini Award in der Kategorie „Best Direction in a Variety or Performing Arts Program or Series“. In weiteren Filmen widmete sich Sweete unter anderem dem kanadischen Komponisten Harry Freedman (Harry in Wonderland, 1990), dem Pianisten Glenn Gould (32 Variationen über Glenn Gould, 1993), dem Jagdflieger Billy Bishop (Billy Bishop Goes to War, 2010) und der Sopranistin Measha Brueggergosman (Songs of Freedom, 2017). Seit 2008 führte sie Regie bei über 30 Live-Übertragungen aus der Metropolitan Opera.
2015 verließ Sweete Rhombus Media und initiierte das auf Kunst und Dokumentation spezialisierte Unternehmen Willis Sweete Productions, in dem sie mit den Produzentinnen Susanne Ritzau und Trinni Franke zusammenarbeitete. 2018 gründete sie mit Ritzau und Joan Jenkinson als Partnerinnen ein weiteres Filmproduktionsunternehmen, Artemis Pictures, in Toronto.
Sweete lebt in Toronto und ist mit dem Posaunisten Gene Watts verheiratet.

## Filmografie (Auswahl)
- 1980: Music for Wilderness Lake (Kurzfilm)
- 1982: Zivjeli! To Life! (Dokumentarfilm)
- 1993: Concerto (TV Mini-Doku-Serie)
- 1984: Making Overtures: The Story of a Community Orchestra (Dokumentarfilm)
- 1985: The Magnificat
- 1989: Carnival of Shadows (Fernsehfilm)
- 1990: Harry in Wonderland (Dokumentar-Kurzfilm)
- 1993: 32 Variationen über Glenn Gould
- 1993: Great Performances: The Sorceress (Fernsehreihe)
- 1994: Fanfares (Kurzfilm)
- 1994: Ravel, Bolero. Mussorgsky, Pictures at an Exhibition (Video)
- 1994: The Planets (Fernsehfilm)
- 1995: Dido & Aeneas
- 1997: A Tale of Tanglewood (Fernseh-Dokumentation)
- 1997: Yo-Yo Ma Inspired by Bach: Classical Music (Fernsehreihe)
- 1997: Journey (Fernsehfilm)
- 1997: Bach Cello Suite #3: Falling Down Stairs
- 1999: They Live to Polka (Dokumentarfilm)
- 2001: Great Performances: Don Giovanni Unmasked (Fernsehreihe)
- 2002: Great Performances: Romeo and Juliet (Fernsehreihe)
- 2002: Perfect Pie
- 2003: The Firebird (Fernsehfilm)
- 2004: Elizabeth Rex (Fernsehfilm)
- 2005: The Tale of the Magic Flute (Fernsehfilm)
- 2005: Five Days in September: The Rebirth of an Orchestra (Fernseh-Dokumentation)
- 2008: The Young Romantic (Dokumentarfilm)
- 2008: Die Stadt der Blinden (Blindness)
- 2008–2018: The Metropolitan Opera HD Live (Fernsehreihe, 31 Folgen)
- 2009: The Whirlwind of Your Passion: A Philanthropist's Dream (Dokumentar-Kurzfilm)
- 2010: Billy Bishop Goes to War (Fernsehfilm)
- 2011: A Composer's Dream (Dokumentar-Kurzfilm)
- 2017: Songs of Freedom (Fernseh-Dokumentarfilm)